# كولن لويد
كولن لويد (بالإنجليزية: Colin Lloyd)‏ هو لاعب دارت بريطاني، ولد في 7 أغسطس 1973 في كولشيستر في المملكة المتحدة.

## وصلات خارجية
- كولن لويد على موقع DartsDatabase.co.uk (الإنجليزية)